# Metilcloroisotiazolinone
Il metilcloroisotiazolinone è un isotiazolinone clorurato sfruttato come conservante nell'industria cosmetica e in altre applicazioni tecnologiche per le sue proprietà antimicrobiche e antifungine. È efficace contro batteri Gram-positivi e Gram-negativi, lieviti e miceti.
Utilizzato per la prima volta durante i tardi anni 1970 nei prodotti cosmetici, a concentrazioni che raggiungevano i 50 ppm nei Paesi europei, il metilcloroisotiazolinone è stato riconosciuto come una delle cause scatenanti di una serie di "epidemie" di allergie da contatto. Dopo oltre un decennio il suo impiego è andato in declino, limitandosi principalmente ai prodotti richiedenti il risciacquo; inoltre ne è stata ridotta la concentrazione a circa 15-7,5 ppm.
Noto commercialmente con il nome Kathon, il composto viene comunemente utilizzato in associazione con il metilisotiazolinone in miscela con rapporto 3:1. La sua nomenclatura INCI è METHYLCHLOROISOTHIAZOLINONE, nome con il quale è comunemente conosciuto nelle etichette.
Oltre al suo utilizzo nei cosmetici, il metilcloroisotiazolinone viene usato anche come antimicrobico e antifungino nei fluidi per la lavorazione dei metalli, nelle emulsioni dei polimeri, nel trattamento delle acque di raffreddamento, nelle vernici, nei farmaci per uso topico e negli imballaggi alimentari. Viene usato inoltre in percentuali non dichiarate nel brillantante per lavastoviglie assieme al metilisotiazolinone e al sorbato di potassio.